# Tuunwal
Een tuunwal is een van plaggen gemaakte afscheiding tussen twee percelen grond. Tuunwallen worden onder meer op het Nederlandse waddeneiland Texel, op het voormalige eiland Wieringen, in Gaasterland en in het Land van Vollenhove aangetroffen.

## Woord
Tuunwal is een dialectwoord dat vaak wordt vertaald als "tuinwal". Vroeger werd de tuunwal kortweg tuun genoemd, waarbij tuun niet "tuin" maar "erfafscheiding" betekende. Dit woord is dus vergelijkbaar met omtuining en het Duitse Zaun = hek (afrastering).

## Kenmerken
Een typische tuunwal is ongeveer 1 meter hoog, en 1 meter breed en wordt gemaakt van ter plekke afgestoken plaggen, die op elkaar gelegd worden. Er werden plaggen gebruikt, omdat er weinig geschikt hout voorhanden was om afscheidingen te maken. Het graven van sloten was in het heuvelachtige landschap van Texel en Wieringen en op de keileembulten in Gaasterland en in de streek rond Vollenhove geen optie. Op Texel en Wieringen bleken aangeplante afscheidingen vaak niet tegen de zilte omgeving bestand en stierven snel af. Daar de wallen uit bodemmateriaal bestaan, maar een andere waterhuishouding hebben dan het omliggende land, kunnen er andere plantensoorten op voorkomen. De droge vegetatie zorgt ervoor dat de wallen een lichtere, "gele" kleur hebben en zo contrasteren met de vochtige weilanden. Op de tuunwallen groeien soms zeldzame planten.
Tuunwallen worden opgebouwd uit gestapelde graszoden van het naastliggende land. Op kleigrond bestaat een tuunwal van 1 meter hoog uit 8 lagen. Op zandgrond kan je slecht zoden steken. De graswortels zitten ondiep. In de duingebieden en op zandgrond zijn de tuunwallen dan ook niet 1 meter hoog maar slechts 50 tot 60 cm. Boven op de tuunwallen werden, om de schapen tegen te houden, vanouds daarom hier duindoorns, sleedoorns of eiken geplant. Tegenwoordig wordt er vaak van prikkeldraad gebruikgemaakt.

## Bescherming
Sinds de 20e eeuw is het voor boeren goedkoper om een afrastering van palen en prikkeldraad aan te leggen. Dit heeft ertoe geleid dat veel tuunwallen zijn verdwenen. Inmiddels worden ze beschermd en worden niet alleen de oude tuunwallen onderhouden, er worden ook nieuwe aangelegd. Vooral op Texel is het tuunwallenlandschap goed bewaard. Op Wieringen is de bescherming pas later op gang gekomen. Ook in Gaasterland en in de streek rond Vollenhove is het tuunwallenlandschap nog goed herkenbaar. De wallen worden beschermd door Natuurmonumenten.

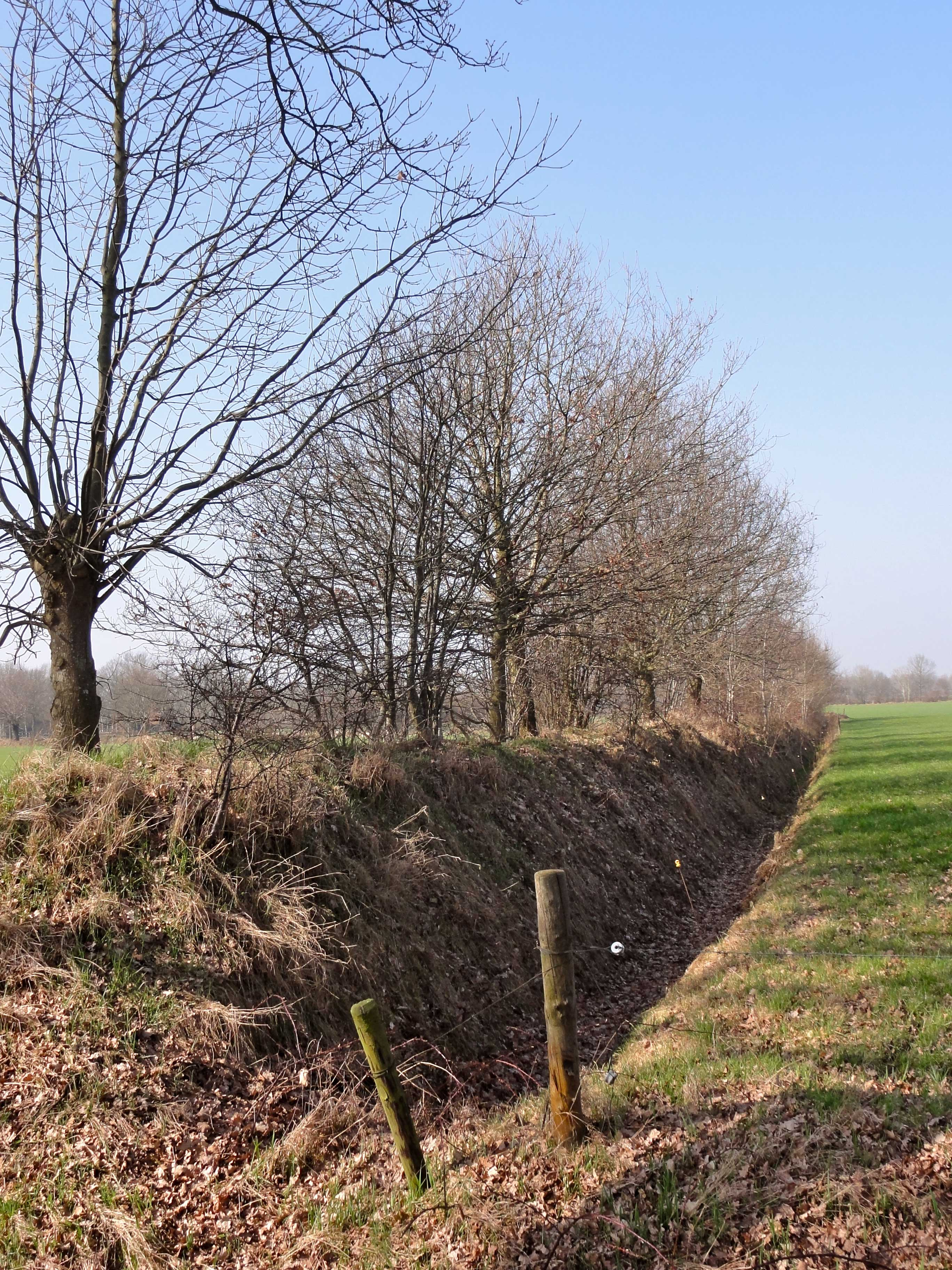
Tuunwal nabij Sint Jansklooster
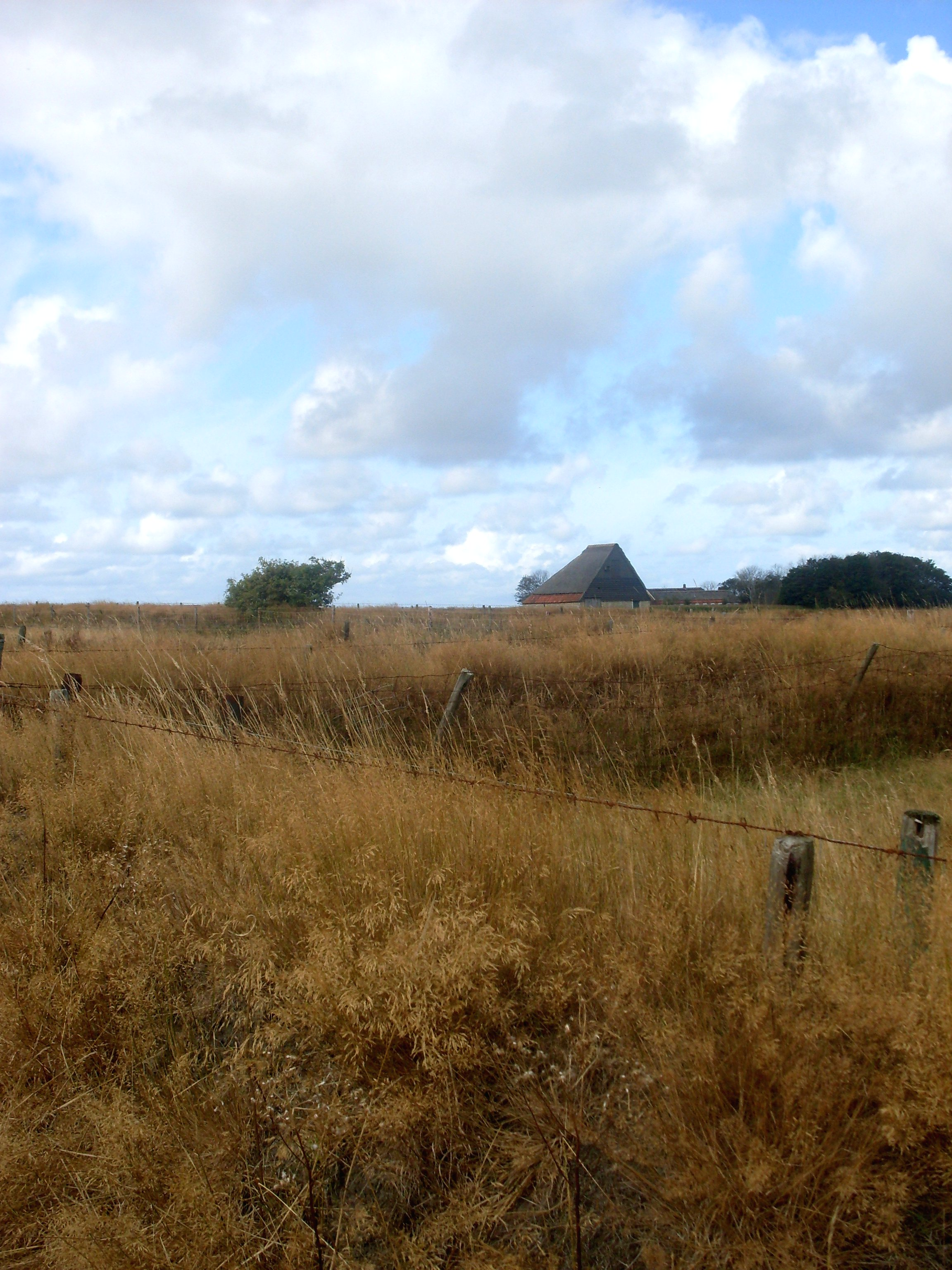
Tuunwallen op Texel